# 双沙铁路
双沙铁路，是位于中华人民共和国首都北京市境内的一条铁道路线。双沙铁路自双桥站引出，向北后折向西，经黄土店站北上至沙河站止，全长近42公里。又因该路环绕北京市区东北部，故又名北京铁路东北环线。双沙铁路途经北京市朝阳区和昌平区，在昌平区与北京地铁13号线龙泽站至北苑站一段线路并行，并且在回龙观站西端设有可以使用的联络线。由于京张高铁项目的修建，北京市郊铁路S2线的始发站由北京北站改为该线的黄土店站发车。该条铁路上连接有中国国家铁道试验中心（东郊分院）（即北京环铁）。國內生產的所有型號機車及列車（包括國鐵及地鐵），由於在交付或獲准大量生產前必須往環鐵進行測試，因此所有型號機車及列車都至少以甲種運送形式使用過本線一次。2019年昌平站过渡改造完成后原京包线昌平-沙河区间被并入东北环线。

## 历史

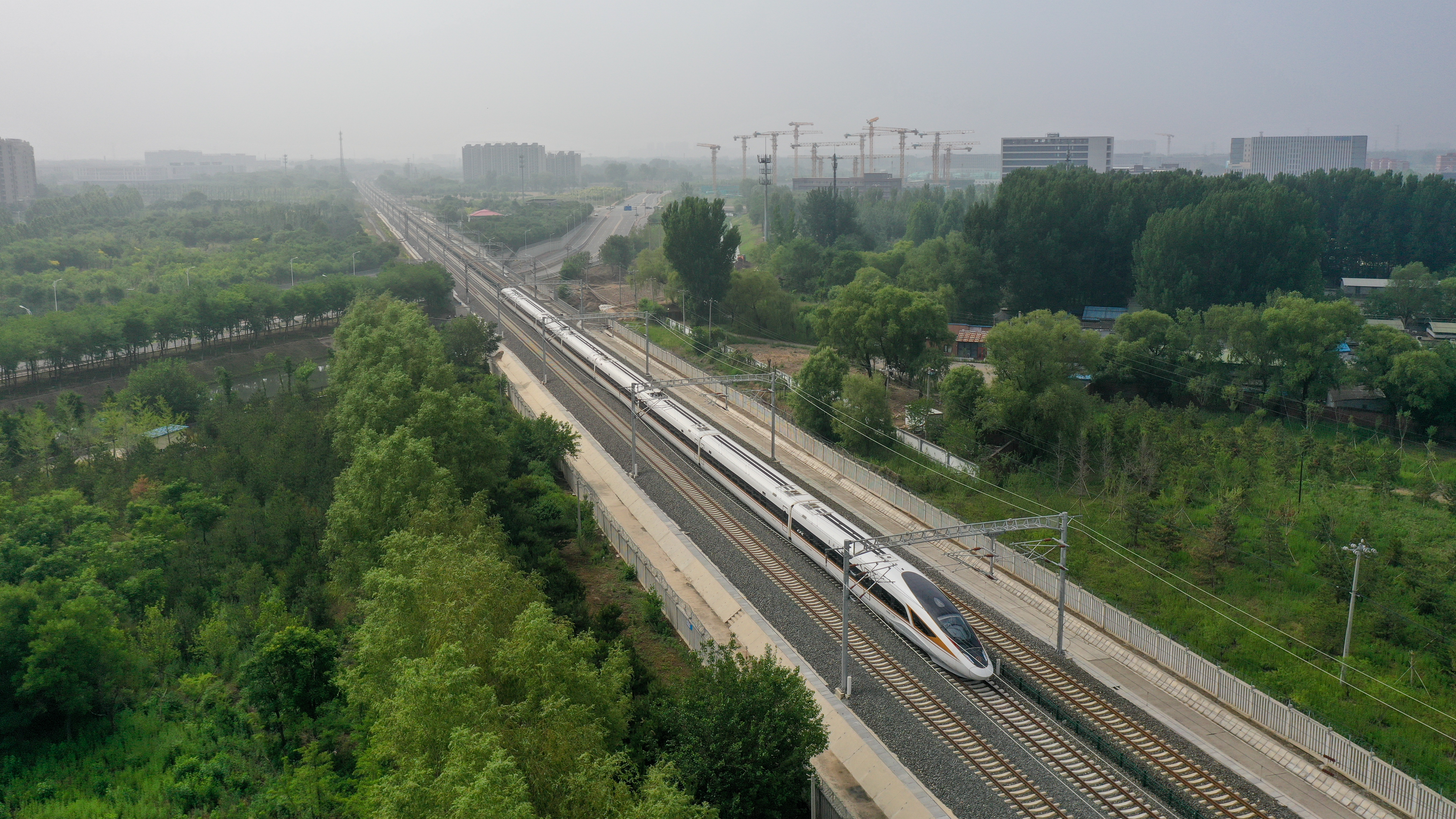
双沙铁路沙河段和京包客运专线并行

1960年1月，该段铁路新建工程开工，新建长度为32.1公里，同时修建的还有黄土店至清河的环清联络线:107，1961年星火站以北正线铺通，但星火站以南因工程艰巨、拆迁购地困难而停工，直至1966年复工，星火站至东郊站一段利用长2.5公里的既有专用线临时过渡:108，东郊至百子湾段于1968年12月10日竣工开通，百星线通惠河大桥1962年完成桩基工程后停工，1972年复工，1986年6月开通:136。1987年12月4日，“东、双、百、星”十字疏解工程竣工:137。2019年11月，东北环线大修完工，接触网恢复送电，为京哈高铁、京包客专融入北京铁路枢纽提供了条件。
2020年10月15日，原京包线沙河至昌平间线路与既有双沙线在货物运价里程表中合并为双昌线。2021年4月29日至5月6日，北京局集团加开北京站经由东星线、京哈高速线至沈阳站的D4367/4368次临时旅客列车，结束东星线无载客动车组运行的历史。